# 中西哲一
中西 哲一（なかにし てつかず）は、ゲームミュージックの作曲家。ナムコ（後のバンダイナムコゲームス）にて『エースコンバット』シリーズなどの音楽を手掛ける。また、同人音楽サークルnanosoundsでの活動がある。同人活動時の名義としてナムコ加入前はCHOBIN、以降はNakanyを使っている。

## 携わった作品
- レイジレーサー
- R4 -RIDGE RACER TYPE 4-
- リッジレーサーズ
- 風のクロノア door to phantomile
- エースコンバット2
- エースコンバット3 エレクトロスフィア
- エースコンバット04 シャッタードスカイ
- エースコンバット5 ジ・アンサング・ウォー
- ACE COMBAT ZERO THE BELKAN WAR
- エースコンバット6 解放への戦火
- エースコンバット3D クロスランブル

※作曲が一部のみの作品も含む
| スタブアイコン | サブスタブ | この項目は、まだ閲覧者の調べものの参照としては役立たない、音楽関係者（バンド等）に関連した書きかけの項目です。この項目を加筆・訂正などしてくださる協力者を求めています（P:音楽/PJ:芸能人）。 |